# Іваньково (Дубна)
Іва́ньково (рос. Иваньково) — колишнє місто в Московської області РФ, яке у 1960 році увійшло до складу Дубни.

## Історія
Село Іваньково, що було розташовано на лівому березі Волги вперше згадується у XVIII столітті як володіння поміщиків Ямінських, В'яземських, Благово.
На початку 30-х років ХХ століття у житті місцевого населення відбулись радикальні зміни, пов'язані з будівництвом каналу імені Москви та першої на Волзі Іваньковської ГЕС внаслідок чого декілька сіл, у тому числі Іваньково перенесли вниз за течією на 4 кілометри, після чого вона почала називатись Ново-Іваньково.
Водночас з будівництвом каналу імені Москви на лівому березі Волги йшло будівництво авіаційного підприємства, поруч з яким виникло селище авіабудівельників — Іваньково. У роки ІІ світової війни за 20 кілометрів від селища були зупинені німецькі війська.
На протилежному, правому березі Волги у повоєнні роки почалось будівництва селища атомників Дубна яке у 1958 році отримало статус міста. У 1958 році Іваньково отримало статус міста та було передано із складу Калінінської області до Московської. У грудні 1960 року його було включено до складу міста Дубна.